# Nigel De Brulier
Nigel De Brulier est un acteur britannique, né le 8 juillet 1877 à Bristol (Royaume-Uni) et mort le 30 janvier 1948 à Los Angeles (États-Unis).

## Filmographie
- 1914 : The Pursuit of the Phantom : le poète
- 1915 : Hypocrites : rôle indéfini
- 1915 : The Spanish Jade : Don Luis
- 1915 : Ghosts de John Emerson et George Nichols : pasteur Manders
- 1916 : The Dumb Girl of Portici : père Francisco
- 1916 : Ramona : Felipe Moreno
- 1916 : Pasquale : banquier
- 1916 : Purity de Rae Berger (en) : Thorton Darcy
- 1916 : Intolérance (Intolerance: Love's Struggle Throughout the Ages) de D. W. Griffith : Extra
- 1917 : Jeanne d'Arc (Joan the Woman) de Cecil B. DeMille : un homme au procès
- 1917 : The Voice on the Wire
- 1917 : The Bond Between : Feole Zelnar
- 1917 : Triunph
- 1917 : A Romany Rose
- 1917 : A Prince for a Day
- 1917 : The Mystery Ship : le père de Betty
- 1918 : The Girl o' Dreams : Phillip Fletcher
- 1918 : The Kaiser, the Beast of Berlin : capitaine von Neigle
- 1918 : The Lion's Claws
- 1918 : Me und Gott : le pacifiste
- 1918 : Kultur : Danilo
- 1918 : The Romance of Tarzan : le prêtre
- 1918 : The Testing of Mildred Vane : Matthew Vane
- 1919 : The Boomerang : Antonio Giannone
- 1919 : Sahara : Mustapha
- 1919 : The Hawk's Trail
- 1919 : The Mystery of 13 de Francis Ford
- 1920 : À ton bonheur (Flames of the Flesh) d'Edward LeSaint : Henri Leland
- 1920 : The Virgin of Stamboul de Tod Browning : Capitaine Kassari
- 1920 : The Mother of His Children : Hadji
- 1920 : That Something
- 1920 : His Pajama Girl : Manuel Lopez
- 1920 : The Dwelling Place of Light de Jack Conway : James Rolfe
- 1921 : Cold Steel : Martinez
- 1921 : Les Quatre Cavaliers de l'Apocalypse (The Four Horsemen of the Apocalypse) de Rex Ingram : Tchernoff
- 1921 : L'Inexorable (Without Benefit of Clergy) de James Young : Pir Khan
- 1921 : Les Trois Mousquetaires (The Three Musketeers) de Fred Niblo : le cardinal Richelieu
- 1921 : The Devil Within : Dr Philiol
- 1922 : Folies de femmes (Foolish Wives) d'Erich von Stroheim : un moine
- 1922 : A Doll's House de Charles Bryant : Dr Rank
- 1922 : Omar the Tentmaker de James Young : Nizam ul Mulk
- 1923 : Salomé de Charles Bryant : Jokaanan, le Prophète
- 1923 : Le Roman d'une reine (Rupert of Hentzau) de Victor Heerman : Herbert
- 1923 : Notre-Dame de Paris (The Hunchback of Notre Dame)  de Wallace Worsley : don Claudio
- 1923 : La Petite Fée (St. Elmo) de Jerome Storm : Rev. Alan Hammond
- 1923 : Le Rayon mortel (The Eleventh Hour) de Bernard J. Durning
- 1924 : Capricciosa (Wild Oranges) de King Vidor : Lichfield Stope
- 1924 : Three Weeks d'Alan Crosland : Dimitri
- 1924 : L'Enfant des Flandres (A Boy of Flanders) de Victor Schertzinger : Jehan Daas
- 1924 : Mademoiselle Minuit (Mademoiselle Midnight) de Robert Z. Leonard : Dr Sanchez
- 1925 : A Regular Fellow : révolutionnaire
- 1925 : The Ancient Mariner : Skipper
- 1925 : Ben-Hur (Ben-Hur: A Tale of the Christ) de Fred Niblo : Simonides
- 1926 : La Danseuse Saina (Yellow Fingers) d'Emmett J. Flynn : Rajah Jagore
- 1926 : The Greater Glory : Dr Hermann von Berg
- 1926 : Don Juan d'Alan Crosland : Marquis Rinaldo
- 1927 : L'Étrange Aventure du vagabond poète (The Beloved Rogue) d'Alan Crosland : l'astrologue
- 1927 : Les Ailes (Wings) de William A. Wellman : Paysan
- 1927 : Son plus beau combat (The Patent Leather Kid) d'Alfred Santell : le docteur français
- 1927 : Soft Cushions : le notaire
- 1927 : Surrender d'Edward Sloman : Rabbi Mendel
- 1927 : My Best Girl, de Sam Taylor : le colporteur handicapé dans la rue
- 1927 : Le Gaucho (The Gaucho) de F. Richard Jones : Le Padre
- 1928 : Le Masque de cuir (Two Lovers) de Fred Niblo : le prince d'Orange
- 1928 : The Divine Sinner : ministre de la Police
- 1928 : Amours d'artiste (Loves of an Actress) de Rowland V. Lee : Samson
- 1928 : Me, Gangster, de Raoul Walsh : Danish Louie
- 1928 : L'Arche de Noé (Noah's Ark) de Michael Curtiz : soldat / grand prêtre
- 1929 : Le Masque de fer (The Iron Mask) d'Allan Dwan : cardinal Richelieu
- 1929 : Thru Different Eyes de John G. Blystone : Maynard
- 1929 : The Wheel of Life de Victor Schertzinger : Tsering Lama
- 1930 : La Déesse rouge (The Green Goddess) d'Alfred E. Green: Prêtre au Temple
- 1930 : Redemption
- 1930 : Golden Dawn de Ray Enright : Hasmali, le docteur sorcier
- 1930 : Moby Dick de Lloyd Bacon : Elijah
- 1931 : Son of India de Jacques Feyder : Rao Rama
- 1932 : Alias the Doctor de Lloyd Bacon et Michael Curtiz : légiste
- 1932 : Devil's Lottery de Sam Taylor : Bettor
- 1932 : Miss Pinkerton de Lloyd Bacon : James A. Clemp, le coroner
- 1932 : Chandu le magicien (Chandu the Magician) de William Cameron Menzies et Marcel Varnel
- 1932 : Raspoutine et l'Impératrice (Rasputin and the Empress) de Richard Boleslawski : prêtre
- 1933 : La Main de singe (The Monkey's Paw) de Wesley Ruggles et Ernest B. Schoedsack : le fakir hindou, dans le prologue
- 1933 : Life in the Raw : McTavish
- 1933 : I'm No Angel : Rajah le diseur de bonne aventure
- 1934 : The Spectacle Maker : l'homme en noir
- 1934 : Viva Villa !, de Jack Conway : juge
- 1935 : Charlie Chan en Égypte (Charlie Chan in Egypt) de Louis King : Edfu Ahmad, Servant
- 1935 : Les Trois Mousquetaires (The Three Musketeers) de Rowland V. Lee et Otto Brower : cardinal Richelieu
- 1935 : Le Marquis de Saint-Evremont (A Tale of Two Cities) de Jack Conway : l'aristocrate
- 1936 : Robin des Bois d'El Dorado (The Robin Hood of El Dorado) de William A. Wellman : Padre au mariage
- 1936 : Half Angel : Dr Hall
- 1936 : Down to the Sea : Demetrius
- 1936 : Tonnerre sur la cité ardente (San Francisco) : vieil homme
- 1936 : Mary Stuart (Mary of Scotland) de John Ford : juge
- 1936 : Le Jardin d'Allah (The Garden of Allah) de Richard Boleslawski : lecteur au monastère
- 1936 : White Legion : père Gonzales
- 1937 : Le Dernier Train de Madrid (The Last Train from Madrid) de James Patrick Hogan : philosophe
- 1937 : The Californian (it) de Gus Meins : don Francisco Escobar
- 1937 : Zorro Rides Again, de William Witney et John English : don Manuel Vega [Ch. 1]
- 1938 : Marie-Antoinette de Woodbridge S. Van Dyke : archévêque
- 1939 : Le Chien des Baskerville (The Hound of the Baskervilles) de Sidney Lanfield : le meurtrier de Nottinghill
- 1939 : Deux bons copains (Zenobia), de Gordon Douglas : Townsman at Zeke's Recitation
- 1939 : L'Homme au masque de fer (The Man in the Iron Mask) de James Whale : cardinal Richelieu
- 1939 : Mutiny in the Big House : Mike
- 1939 : Heaven with a Barbed Wire Fence
- 1939 : La Tour de Londres (Tower of London) de Rowland V. Lee : archévêque (chapelle Saint-Jean)
- 1939 : The Mad Empress : père Fisher
- 1940 : Viva Cisco Kid : Moses
- 1940 : Tumak, fils de la jungle (One Million B.C.) de Hal Roach et Hal Roach Jr. : Peytow
- 1941 : Le Capitaine Marvel (Adventures of Captain Marvel) de William Witney et John English : Shazam [Ch. 1]
- 1941 : For Beauty's Sake : frère
- 1942 : Wrecking Crew : père Zachary
- 1943 : Adventures of Smilin' Jack : The Lo-San
- 1943 : Tonight We Raid Calais : Danton